# Pociąg pospieszny
Pociąg pospieszny (skrót D, dawniej skrót: M – pociągi pospieszne spółki PKP Intercity; P – jeszcze dawniej w spółce PKP Przewozy Regionalne i przed podziałem PKP) – kategoria pociągów pasażerskich.
Pociągi te składają się z wagonów z miejscami do siedzenia 1 i 2 klasy lub wagonów mieszanych, także z wagonów do przewozu rowerów. Pociągi nocne prowadzą również wagony sypialne i wagony z miejscami do leżenia. W wybranych relacjach kursuje wagon bagażowy lub restauracyjny. Pociągi pospieszne prowadzone są zazwyczaj lokomotywami pasażerskimi i uniwersalnymi, a czasem (na skutek niedoboru taboru) lokomotywami towarowymi (w przypadku lokomotyw spalinowych możliwe jest to tylko w ciepłej porze roku, gdyż spalinowóz towarowy nie zapewnia ogrzewania składu).

## Pociągi pospieszne w Polsce

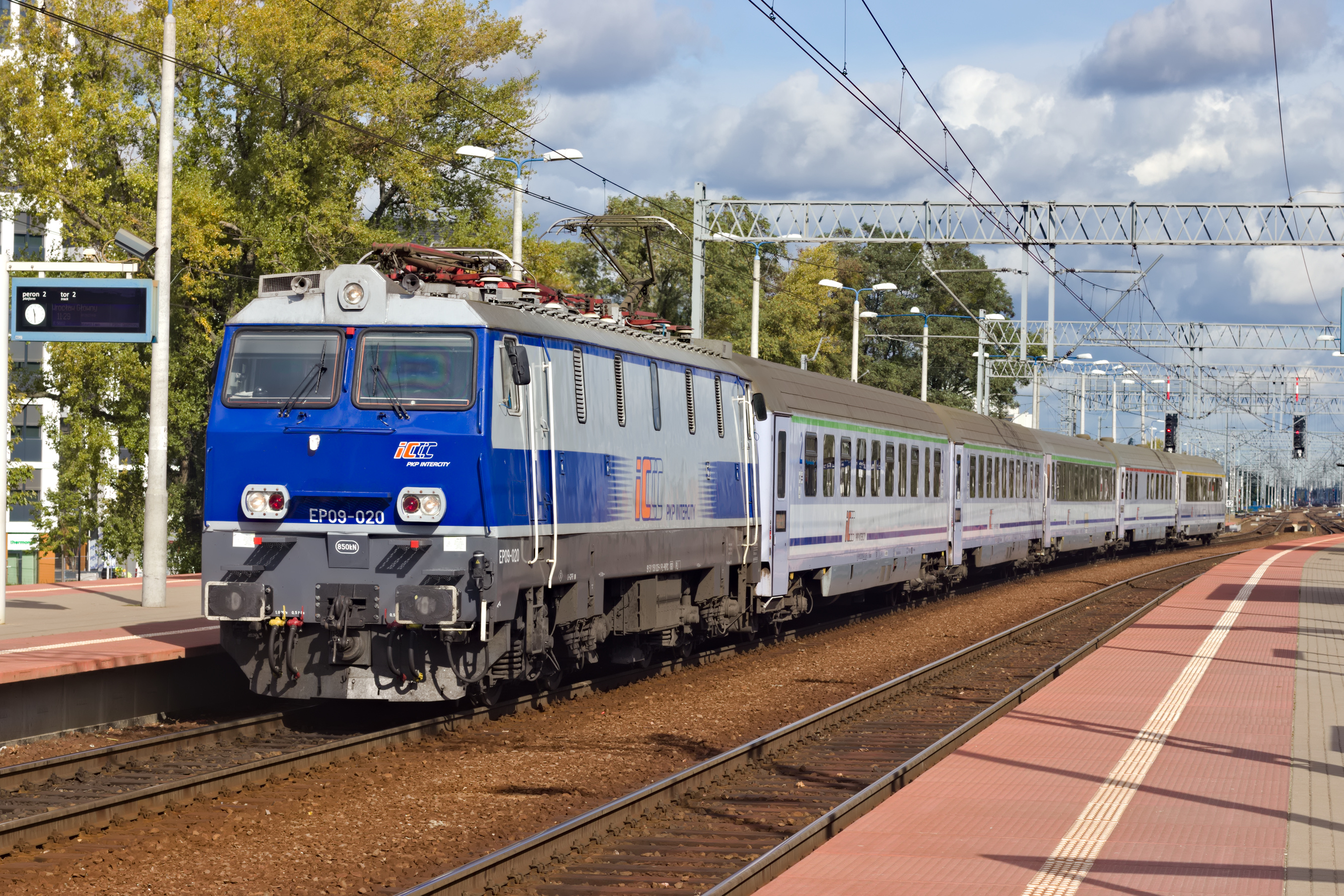
Pociąg pospieszny na stacji Wrocław Mikołajów (2019)

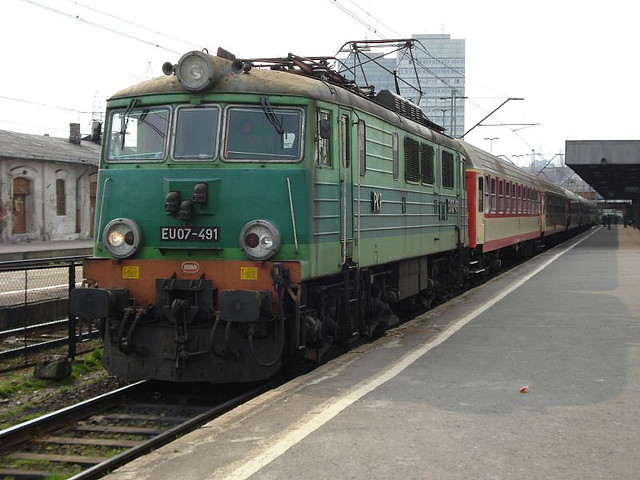
Pociąg pospieszny na stacji Łódź Fabryczna (2007)

W rozkładach jazdy w Polsce oznaczany kolorem czerwonym. Na przejazd pociągiem pospiesznym w Polsce obowiązuje oddzielna taryfa, ceny są wyższe niż na przejazd pociągami osobowymi.
Pociągi pospieszne są zwykle przeznaczone do podróży na dalsze odległości np. Gdynia - Łódź - Katowice, Świnoujście - Szczecin - Poznań - Wrocław - Opole - Katowice - Kraków - Rzeszów - Przemyśl czy Olsztyn - Warszawa - Skierniewice - Częstochowa - Lubliniec - Opole - Wrocław, Lublin - Warszawa - Poznań - Szczecin - Świnoujście, Wrocław - Rawicz - Leszno - Poznań - Gniezno - Inowrocław - Bydgoszcz - Gdynia.
Od 1 grudnia 2008 pociągi pospieszne zostały przejęte przez spółkę PKP Intercity, pozostawiając Przewozom Regionalnym obsługę (poza nielicznymi wyjątkami) wyłącznie pociągów osobowych. Od 13 grudnia 2009 prawie wszystkie pociągi pospieszne (z wyjątkiem międzynarodowych) zostały przemianowane na pociągi TLK. Od grudnia 2014 r. spółka PKP Intercity zapowiedziała utworzenie nowej marki pociągów o nazwie "InterCity" o wspólnej taryfie biletowej z kategorią TLK, ale cechującą się obsługą połączeń wyłącznie wagonami nowymi i zmodernizowanymi.
Pociągami pospiesznymi spółki Przewozy Regionalne były połączenia klasy interREGIO oraz REGIOekspres (relacji Wrocław-Drezno-Wrocław).
1 września 2015 roku spółka Przewozy Regionalne zlikwidowała klasę pociągów INTERregio oraz REGIOekspres.